# Kozmice (okres Benešov)
Kozmice (Duits: Kosmitz of Kosmitz bei Benneschau) is een Tsjechische gemeente in de regio Midden-Bohemen en maakt deel uit van het district Benešov. Het dorp ligt op 8 km afstand van de stad Benešov.
Kozmice telt 427 inwoners (2024).

## Geografie
De gemeente Kozmice bestaat uit de volgende plaatsen:
- Kozmice;
- Kácova Lhota;
- Rousínov.

## Geschiedenis
De eerste schriftelijke vermelding van Kozmice dateert van 1352. Tot aan de 15e eeuw stond er een versterkte burcht aan de westzijde van het dorp.
Sinds 1850 maakt Kozmice deel uit van het district Benešov.

## Voorzieningen
Er is een postkantoor in het dorp.

## Verkeer en vervoer

### Autowegen
De regionale weg II/110 loopt naar het dorp en verbindt Kozmice met Sázava, Ostředek, Soběhrdy en Benešov. 

### Spoorlijnen
Er is geen station in de gemeente. Het dichtstbijzijnde station is in Mrač, op zo'n 10 kilometer afstand. Dat station ligt aan de spoorlijn Praag - Benešov - Trhový Štěpánov.

### Buslijnen
Er zijn twee bushaltes in de gemeente:
| Halte                 | Lijn | Traject                     | Vervoerder   |
| --------------------- | ---- | --------------------------- | ------------ |
| Kozmice, Kozmice      | 770  | Benešov - Uhlířské Janovice | CŠAD Benešov |
| Kozmice, Kácova Lhota | 770  | Benešov - Uhlířské Janovice | CŠAD Benešov |

### Wandelroutes
De rode wandelroute Chocerady – Bělčice – Petroupim – Benešov loopt door de gemeente.

## Bezienswaardigheden
- Sint-Jacob de Meerderekerk op het dorpsplein;
- Pastorie op het dorpsplein.

## Geboren in Kozmice
- František Šimůnek (1978–1966), een van de pioniers van de Tsjechische luchtvaart

## Galerij

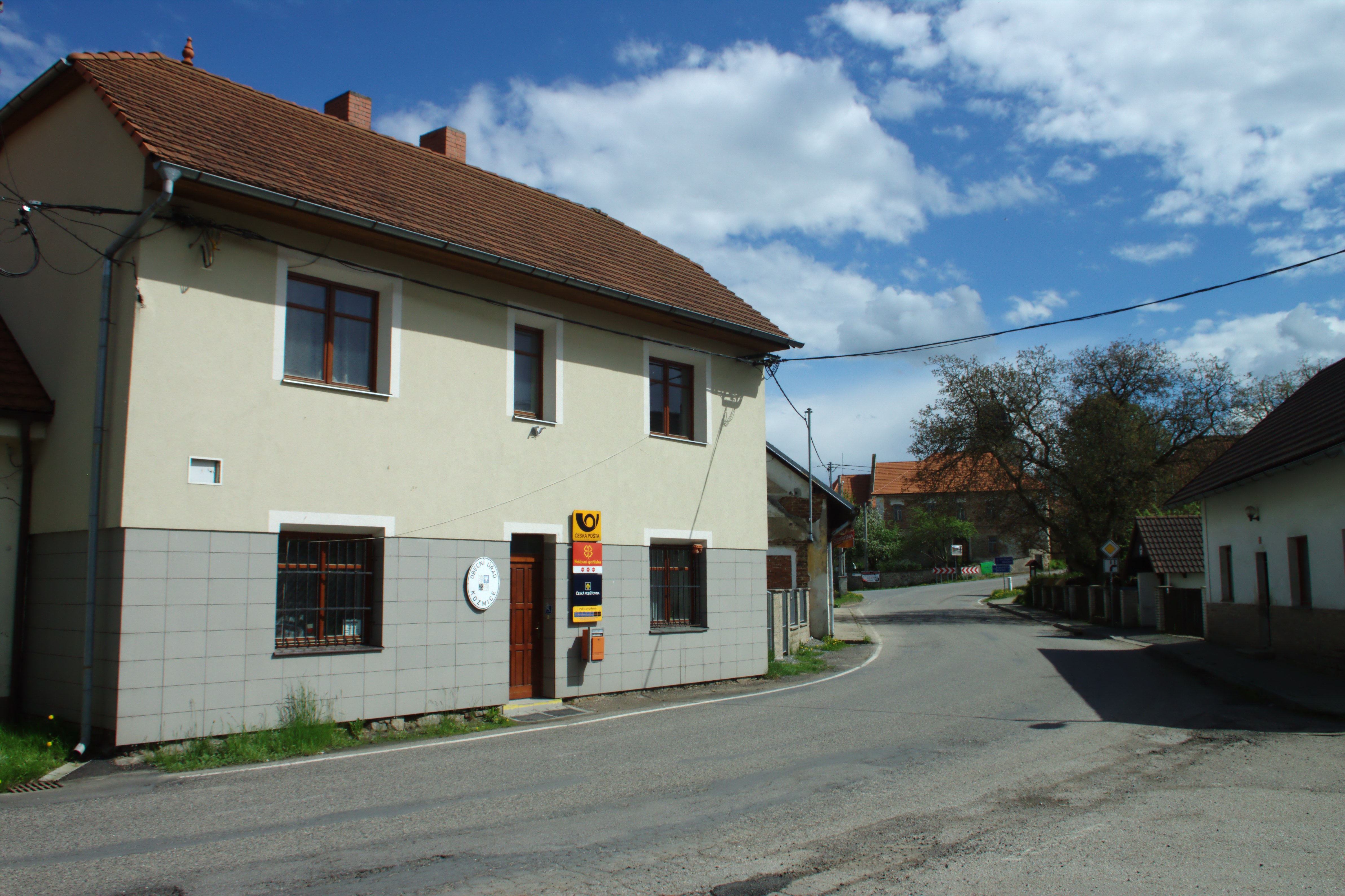
Postkantoor (2013)
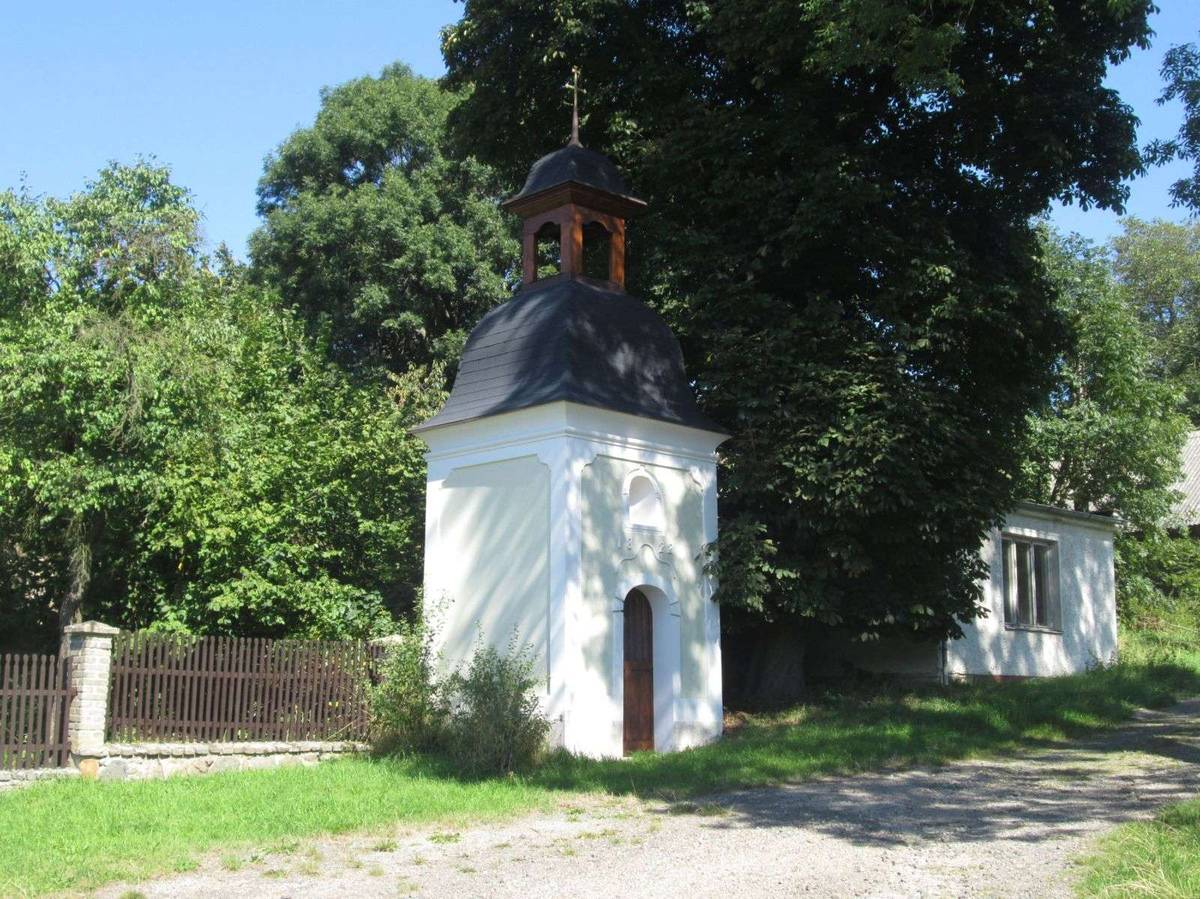
Dorpskapel (2021)
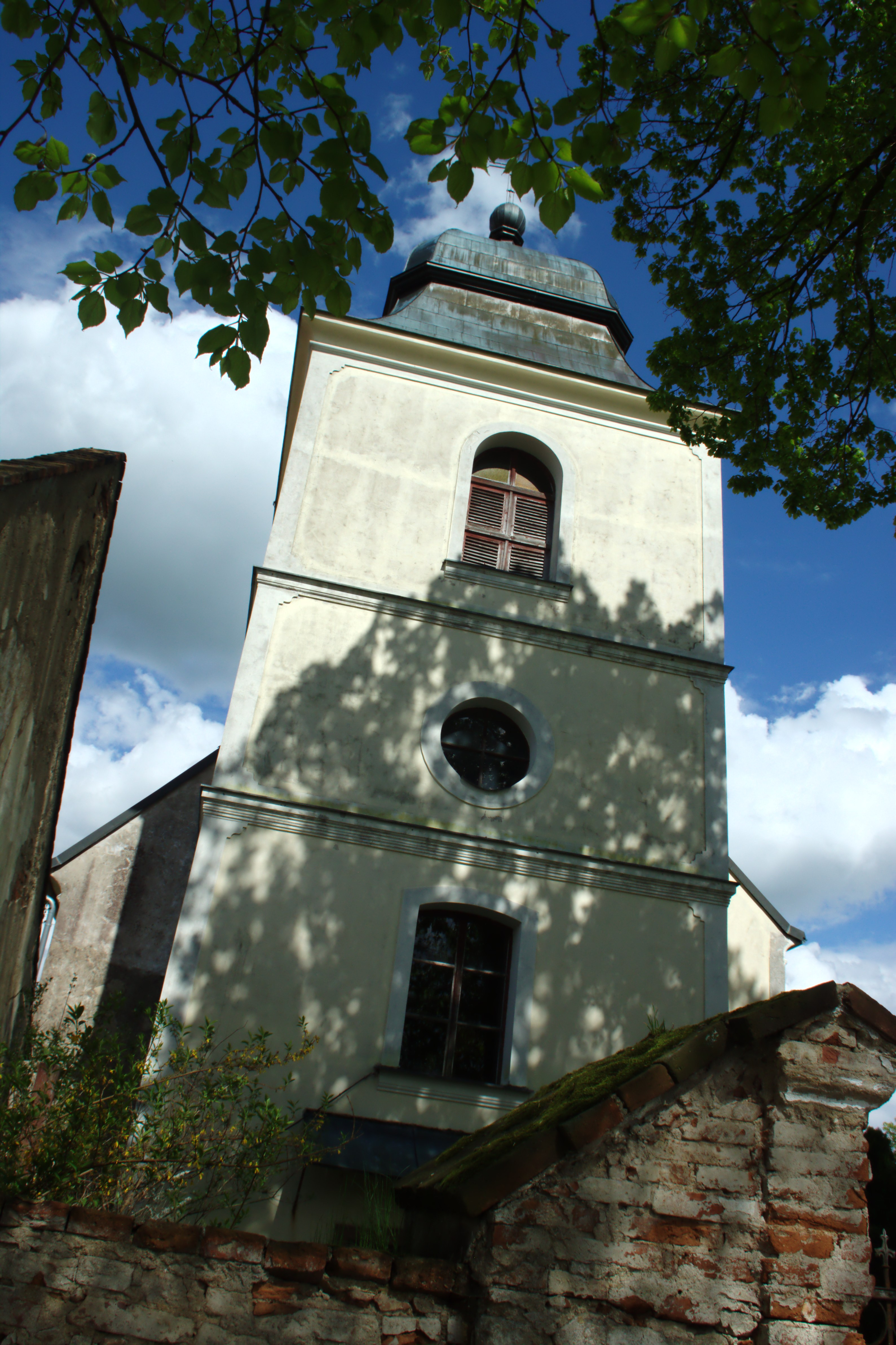
Sint-Jacob de Meerderekerk (2013)
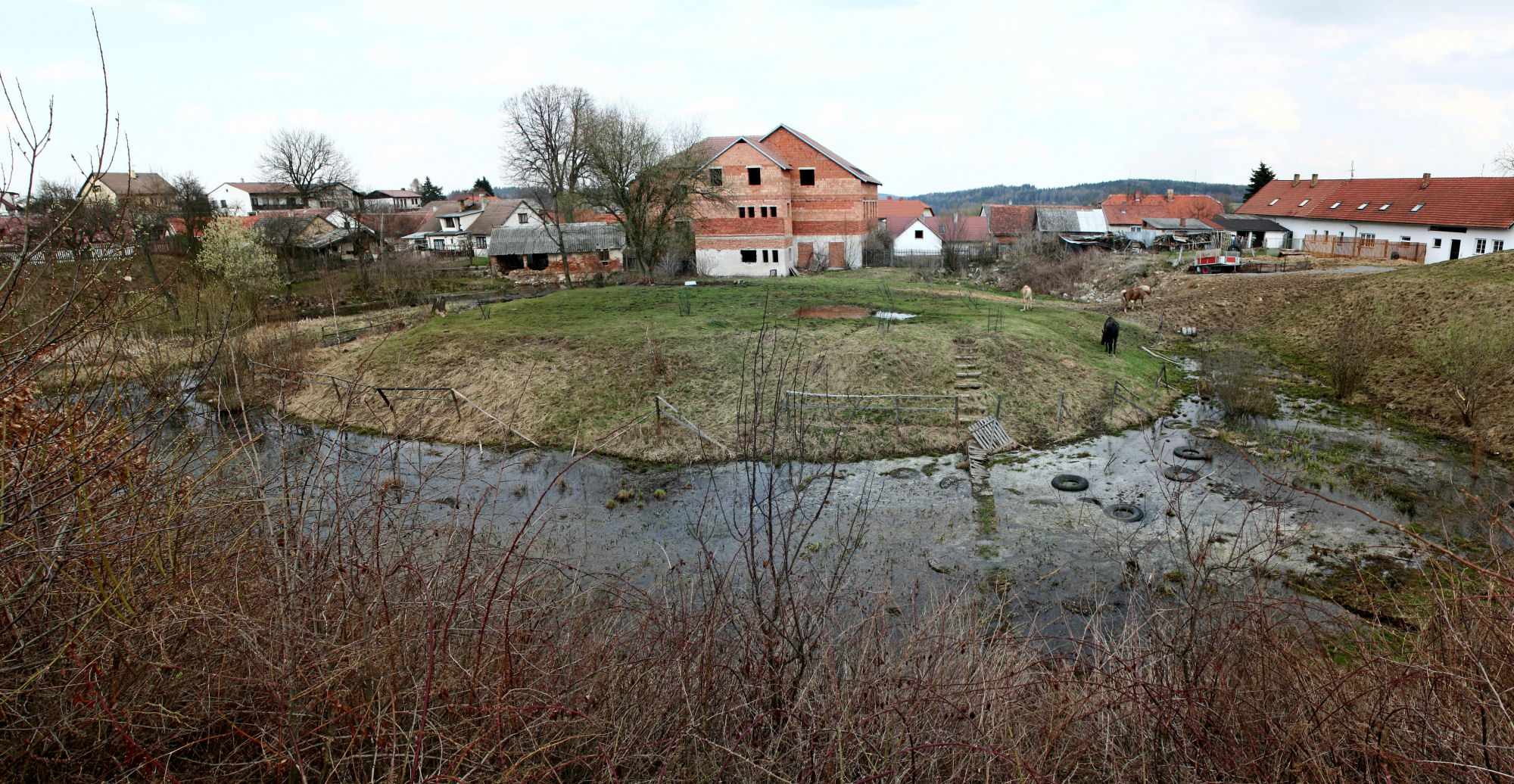
Locatie van voormalige bucht (2006)
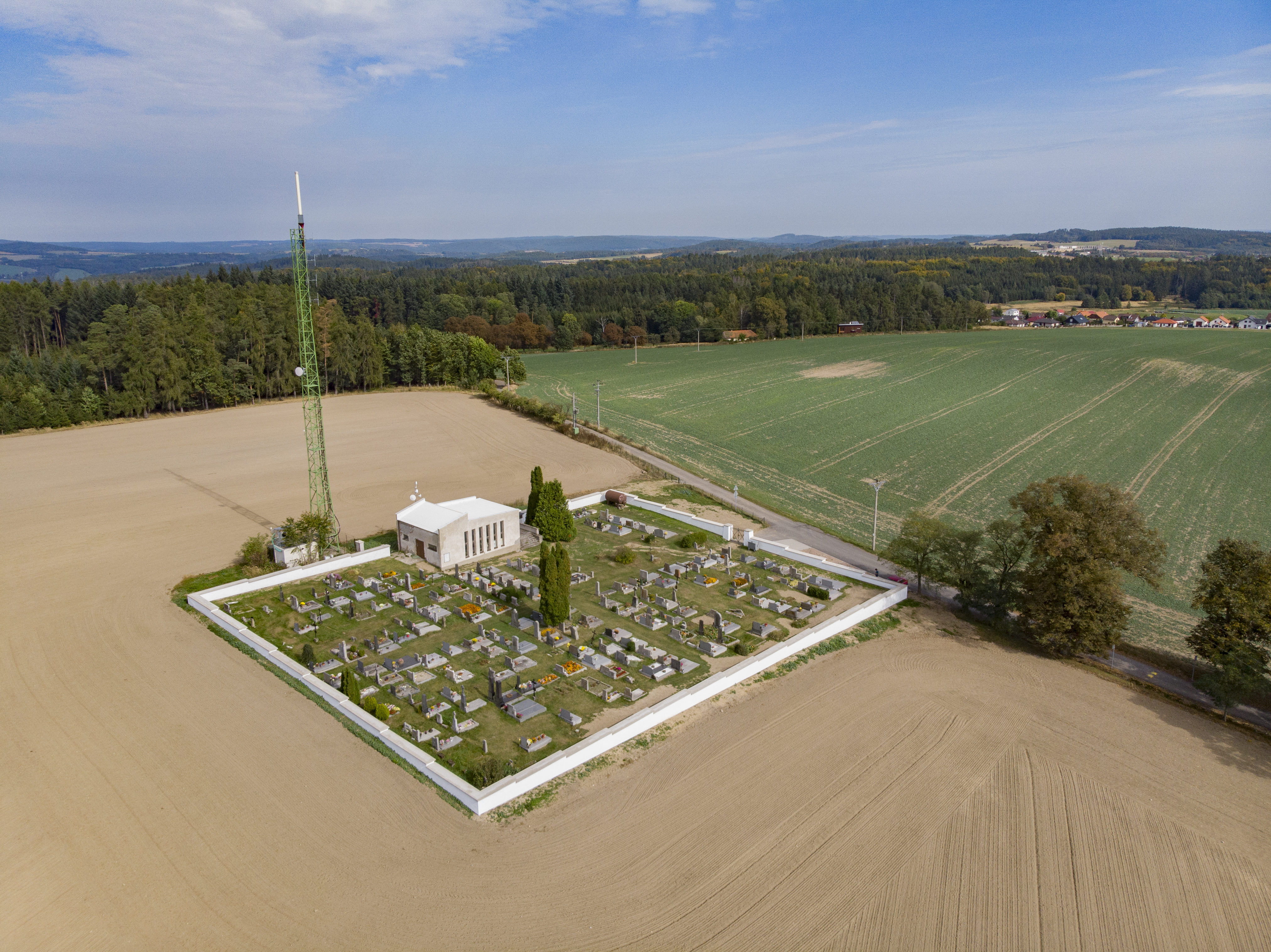
Begraafplaats net buiten het dorp (2021)